# Edgecliff
Edgecliff – geograficzna nazwa dzielnicy (przedmieścia), położonej na terenie samorządu lokalnego Woollahra, wchodzącego w skład aglomeracji Sydney, w stanie Nowa Południowa Walia, w Australii.